# Bomolocha fontis
Bomolocha fontis là một loài bướm đêm trong họ Noctuidae.